# Boots Mallory

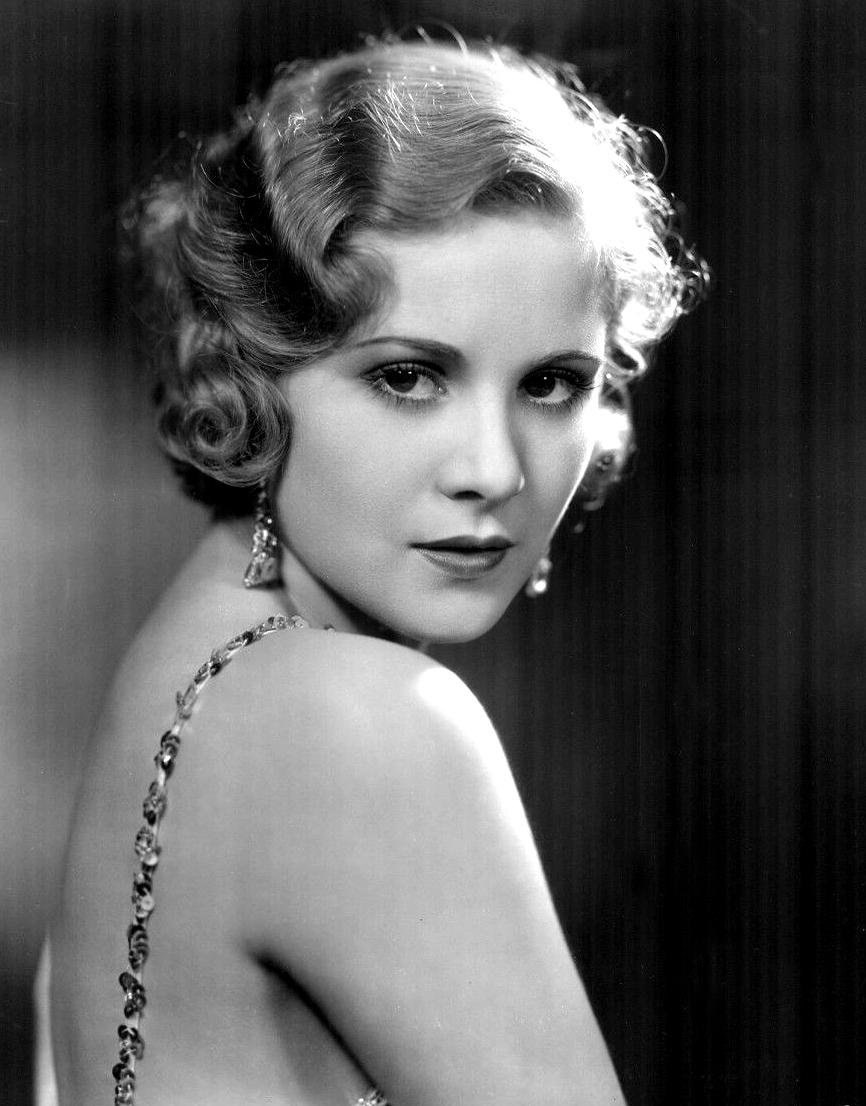
Boots Mallory.

Boots Mallory, född som Patricia Mallory 22 oktober 1913 i New Orleans, död 1 december 1958 i Santa Monica, Kalifornien, var en amerikansk skådespelare.

## Biografi
Som tolvåring började Boots Mallory spela banjo i en flickorkester och från sexton års ålder var hon revydansare. Hon medverkade i Broadway-musikaler, bland annat i Ziegfeld Follies of 1931, före filmdebuten 1932.
Under de följande åren hade hon ingenyroller i en rad mindre filmer, såsom Handle With Care, Carnival Lady och Powdersmoke Range.
I sitt andra äktenskap var hon gift med William Cagney, bror till James Cagney. Från 1947 fram till sin död i en kronisk halssjukdom var hon gift med skådespelaren Herbert Marshall.